# Doune
Doune (Gälisch: An Dùn, „die Burg“) ist ein Burgh in der Council Area Stirling in Schottland, am Teith. Das Dorf liegt im Parish Kilmadock.

## Geschichte
Die Stadtansicht wird von dem im späten 14. Jahrhundert erbauten, Doune Castle dominiert. Architektonisch ist die Burg eine Mischung aus Festung und Herrenhaus.
Doune war bekannt für die dort hergestellten Pistolen, aber die Herstellung derselbigen endete möglicherweise aufgrund der Konkurrenz von Herstellern in beispielsweise Birmingham, wo die Produktion billiger war. Heute, können einige Pistolen in großen Museen betrachtet werden, auch in dem Museum of Scotland in Edinburgh. Angeblich soll eine Pistole aus Doune den ersten Schuss im Amerikanischen Unabhängigkeitskrieg gegeben haben.
Das Land östlich von Doune war im Besitz der Keirs of Stirling (die bis heute das Anwesen Keir, mit Ausnahme des verkauften Keir House selbst, besitzen), der aktuelle Besitzer der Keir Estates ist der Politiker Archie Stirling. Ein Mitglied der Familie, SAS Gründer David Stirling, ist ein Denkmal nahe Doune als Hill o’ Rou gewidmet.

## Archäologie

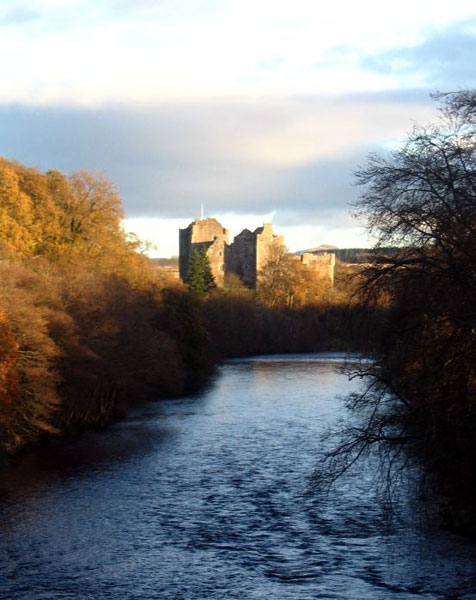
Doune Castle von der Bogenbrücke über den River Teith aus gesehen; Doune liegt links, außerhalb des Bildes

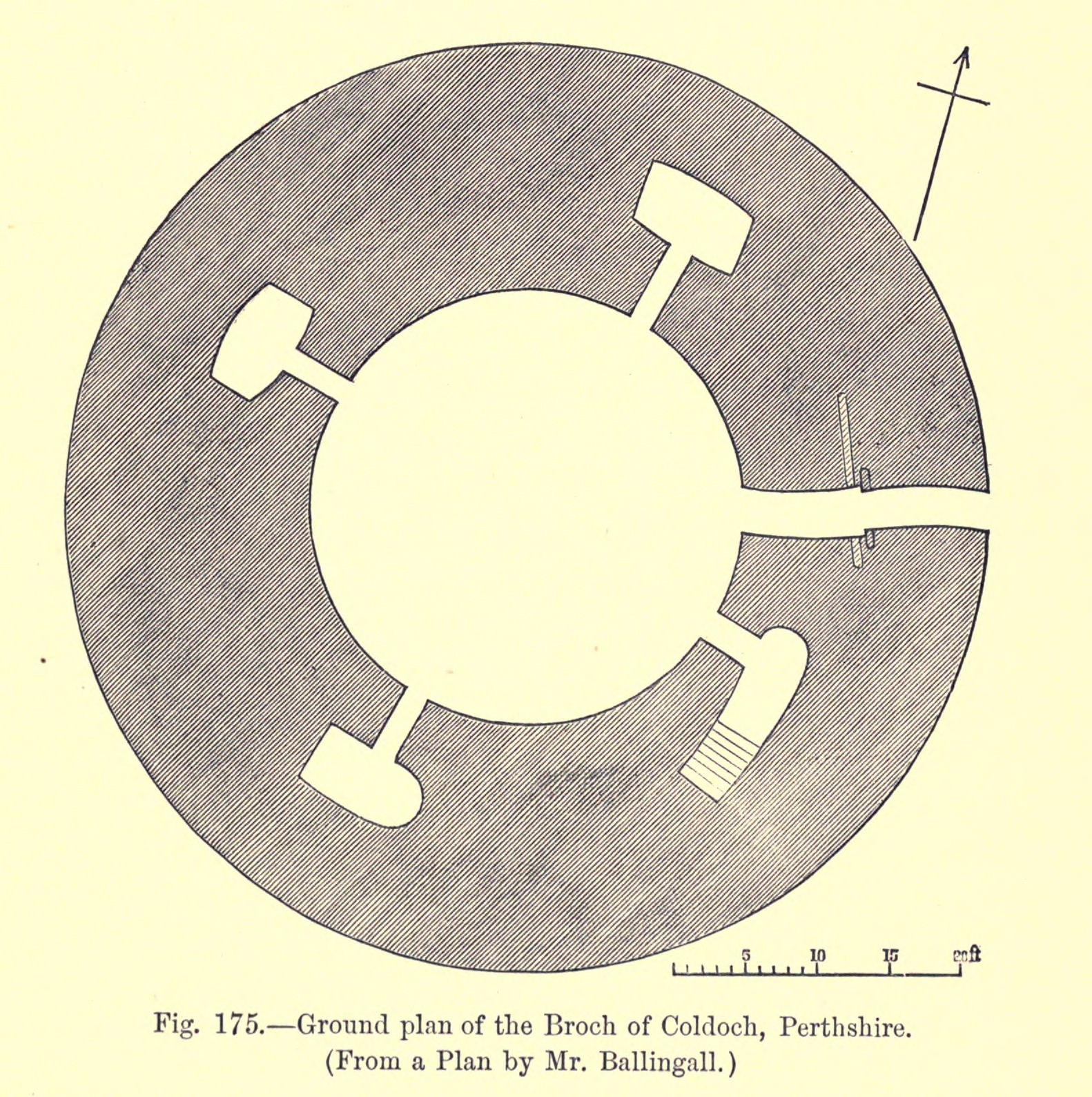
Plan des Brochs von Coldoch

Die Reste eines römischen Forts wurden von Headland Archaeology ausgegraben. Drei Gräben und die Fundamente eines Walls wurden als Teil der Verteidigungsanlage entdeckt. Am Rücken der Wand gestellt, befanden sich fünf Brotbacköfen aus Stein. Hinter den Öfen läuft ein Schotterweg (eine der internen Straßen des Forts), der als Intervallweg interpretiert wurde. Fragmente von Sigillata und Amphoren wurden wiederentdeckt, die aus der Zeit der Flavischen Dynastie und des ersten römischen Einfalls in Schottland (79 n. Chr. bis ca. 85 n. Chr.) stammen.
4,5 km südwestlich in Coldoch liegt ein gut erhaltener Broch.

## Weitere Informationen
Doune Speed Hillclimb zählt zu den bekanntesten Hillclimb-Kursen in Schottland und ist jedes Jahr Austragungsort einer Runde des British Hill Climb Championships. Die Stadt kann von der Doune Railway Station aus erreicht werden. Ein paar Szenen des Films Die Ritter der Kokosnuß wurden in Doune Castle gedreht.